# Derris albo-rubra
Derris albo-rubra är en ärtväxtart som beskrevs av William Botting Hemsley. Derris albo-rubra ingår i släktet Derris och familjen ärtväxter. Inga underarter finns listade i Catalogue of Life.